# Saatzucht

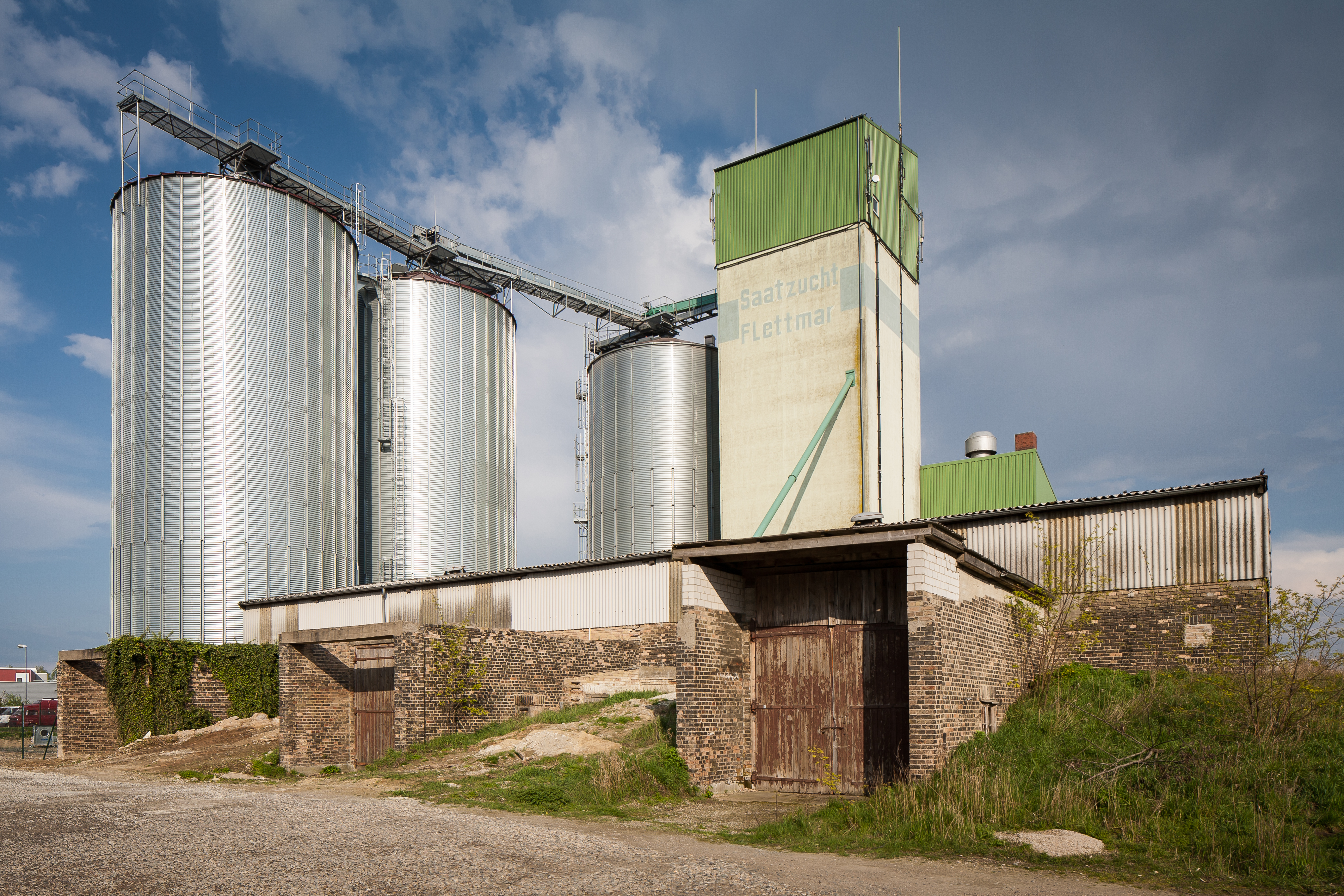
Silos eines Saatzuchtbetriebes am Braunschweiger Hafen

Als Saatzucht bezeichnet man Institutionen und Unternehmen, die in Zuchtgärten die Neuzüchtung und Erhaltungszüchtung von Pflanzensorten vornehmen, oder auf Feldern, in Gärten oder Glashäusern die Saatgutvermehrung meist in der Sortenliste eingetragenen Pflanzensorten durchführen. Der wissenschaftliche Leiter für die Züchtungsarbeiten besitzt eine agrarwissenschaftliche oder biologische Grundausbildung mit Spezialkenntnissen auf den Gebieten der Züchtung und Genetik und trug in der Vergangenheit meist die Berufsbezeichnung "Saatzuchtleiter".

## Saatzuchtbetriebe
Die Saatzuchtbetriebe in Deutschland sind „urheberrechtlich“ geschützte Eigentümer der durch das Bundessortenamt zum Vertrieb zugelassenen Pflanzensorten, die bei gleichzeitiger Verpflichtung durch geeignete Züchtungsmaßnahmen die Sorten in ihrer phänotypischen Beschreibung und genetischen Qualität zu erhalten. Sie erzielen Einkünfte durch direkten Saatgutverkauf und Lizenzeinnahmen von Saatgutvermehrungen bzw. durch Gebühren für den Nachbau ihrer Sorten.
Die traditionellen Saatzuchtbetriebe basieren auf früheren Landwirtschaftsbetrieben Deutschlands und wurden von 1886 bis 1907 durch die Deutsche Landwirtschafts-Gesellschaft (DLG) vertreten, seitdem sind sie durch einen eigenen Verband organisiert. Heute vertritt der Bundesverband Deutscher Pflanzenzüchter in Bonn die Saatzuchtbetriebe hinsichtlich Regelung des Saatgutverkehrs, Qualitätsüberwachung und Gesetzgebungsverfahren. International sind die Saatzuchtbetriebe hinsichtlich des Sortenschutzes und Patentrechtes in der UPOV (Union internationale pour la protection des obtentions végétales) Genf zusammengeschlossen; für den internationalen Saatguthandel gelten die Qualitätskriterien der International Seed Testing Association (ISTA).
In den zurückliegenden Jahren wurden mehrere neue Saatzuchten mit dem speziellen Ziel gegründet, die alten Landsorten zu erhalten. Durch diese Initiativen sollen wieder vermehrt alte Linien-Sorten gezielt gezüchtet und erhalten werden.